# Žirov
Žirov là một làng thuộc huyện Pelhřimov, vùng Vysočina, Cộng hòa Séc.